# Жер (департамент)
Жер (фр. и окс. Gers) — департамент на юго-западе Франции, в предгорьях Пиренеев. Входит в регион Окситания.
Площадь — 6257 км². Административный центр — город Ош. Назван по реке Жер. Включает 31 кантон.

## География
В южной части находится плато Арманьяк, сложенное ледниковыми и речными наносами, плавно понижающееся с юга на север, к долине Гаронны, и с востока на запад. Плато пересекается долинами рек Адур, Жер, Жемон, Баиз и др., относящихся к бассейну Гаронны. Почвы глинисто-кремниевые. Климат морской (средняя температура января 4,8 °C, июля — 20,5 °C). Бо́льшая часть территории Жера распахана, дубравы и (выше) еловые леса занимают незначительную площадь (сосредоточены в основном на юге, в пределах плато Арманьяк).
В департамент Жер входят округа:

- Ош — 134 коммуны, 86628 жителей (2013 год);
- Кондом — 162 коммуны, 65626 человек;
- Миранд — 166 коммун, 38022 человека.

## История
Исторически территория департамента была частью Гаскони.
- 1790 — создание департамента Жер с 6 дистриктами: Ош, Кондом, Л’Иль-Журден, Лектур, Миранд, Ногаро
- 1800 — создание округов (арондисманов): Ош, Кондом, Лектур, Ломбез, Миранд
- 1926 — упразднение округов Лектур и Ломбез.

## Население
Население (195 489 жит., 2010) — французы и (около 10 %) иммигранты (в основном испанцы). 
Официальный язык — французский, но некоторые жители южной части департамента используют гасконский язык. 
На территории Жера — старинные города Кондом, Лектур, Марсиак, Флеранс и др.

## Экономика
Основой экономики департамента является сельское хозяйство. Выращиваются пшеница, кукуруза, виноград. Животноводство преобладает в южной, возвышенной части (крупный рогатый скот, мулы, свиньи). Промышленность развита слабо, главную роль играет переработка сельскохозяйственной продукции (мукомольная промышленность, виноделие). В административном центре департамента — торговля сельскохозяйственными товарами.

## Достопримечательности
- Старинное аббатство Фларан. Бывший цистерцианский монастырь, а ныне музей на берегу реки Баиз.